# Anna Gebser

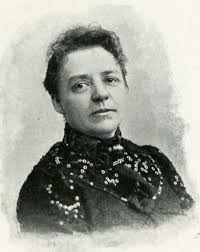
Anna Gebser 1903

Anna Auguste Henriette Emilie Gebser (* 4. August 1856 in Heichelheim; † 9. Februar 1917 in Berlin) war eine deutsche Lehrerin und Historikerin. Vor allem trat sie ab 1896 als Vertreterin der Berliner bürgerlichen Frauenbewegung in der Öffentlichkeit hervor.

## Leben und Wirken

### Kindheit und Ausbildung
Anna Auguste Henriette Emilie Gebser war die Tochter von Wilhelm Rudolf Gebser und der aus Frankenhausen stammenden Anna Friederike Emilie Gebser. Der Vater war Kammergutspächter in Heichelheim, kaufte dann ein Rittergut in Bergern bei Bad Berka, wohin die Familie übersiedelte.
Über Annas Gebsers Kindheit ist nicht viel überliefert. Sie erhielt zunächst Privatunterricht und besuchte später das Sophienstift, eine Mädchenschule in Weimar. Anschließend wurde sie in Sondershausen am 1861 gegründeten Lehrerseminar des Fürstentums Schwarzburg-Sondershausen ausgebildet. Dieses befand sich neben der Cruciskirche im ehemaligen Fürstlichen Waisenhaus. Hier beschäftigte sie sich mit literarischen und geschichtlichen Fragestellungen, so mit den Dramen Shakespeares und der Geschichte nach Theodor Mommsen, und beteiligte sich am kulturellen Leben der Stadt.
Gebsers Eltern zogen nach der Aufgabe der landwirtschaftlichen Tätigkeit nach Leipzig, wohin sie ihnen folgte und dort ihren erkrankten Vater pflegte. Gleichzeitig bemühte sie sich um ein Studium der Geschichte an der Universität Leipzig. Weil Frauen damals in Deutschland noch nicht an Universitäten immatrikuliert wurden, studiere sie als Gasthörerin drei Semester Geschichte am Königlichen historischen Institut der Universität, zudem absolvierte sie Studien der Literatur und Philosophie. Anschließend ging sie für zwei Semester nach Bern, wo Frauen das Studium bereits erlaubt war.
Nach ihrer Ausbildung hielt sich Anna Gebser in Genua (aus gesundheitlichen Gründen), in Hannover sowie in Berleberg in Westfalen auf. Schließlich arbeitete sie an einer höheren Mädchenschule in Berlin; in Berlin legte sie auch das Vorsteherinnenexamen ab. In dieser Zeit konnte sie ihre historischen Studien aktualisieren und legte 1896 an der Universität Heidelberg ihre Dissertation zu der damals aufkommenden Diskussion zur Bedeutung berühmter historischer weiblicher Persönlichkeiten vor mit dem Titel „Der Einfluss der Kaiserin Kunigunde auf die Regierung Heinrichs II.“, die 1897 publiziert wurde. Betreuer der Dissertation war möglicherweise der Historiker Eduard Winkelmann. Erst seit 1895 ermöglichte die Heidelberger philosophische Fakultät es Frauen, regulär ein Studium aufzunehmen und zu promovieren, noch bevor die gesamte Universität oder das Großherzogtum Baden dies erlaubten. Gebser war die erste im Fach Geschichte promovierte Frau Deutschlands. Im März 1896 berichteten die Altonaer Nachrichten:

„Wieder eine Dame, die den Doctorhuth erworben. An der Heidelberger Hochschule hat Fräulein Anna Gebser mit einer Dissertation über ‚die Bedeutung der Kaiserin Kunigunde für die Regierung Heinrich’s II.‘ magna cum laude den Doktorhuth sich errungen!“

### Die Berliner Jahre
Anschließend begann eine vorwiegend von Berlin aus initiierte erfolgreiche Arbeit als Frauenrechtlerin und Angehörige der Frauenrechtsbewegung. In Berlin begann eine aktive publizistische Zeit, die durch Vorträge und durch ihre Tätigkeit als Vorsitzende der „Deutschen Frauengenossenschaft“ seit 1902 gekennzeichnet war. Daneben trat sie im „Verein zur Verbesserung der Frauenkleidung“ für Verbesserung derselben ein und forderte in ihrer Vereinsarbeit eine praktische, den Bedürfnissen der modernen Frau angepasste Mode, z. B. nach dem Vorbild des gerade in Europa bekannt gewordenen Bloomer-Kleides (nach Amelia Bloomer, 1818–1894). Unter anderem sprach sie auf dem Allgemeinen deutschen Frauentag in Königsberg im Oktober 1899 als Vertreterin des Vereines der Verbesserung der Frauenkleidung und hielt die Eröffnungsrede bei der Ausstellung für Frauenarbeit und Familienbedarf, die im Mai 1903 im Oberlichtsaal der Philharmonie stattfand. Zudem eröffnete und leitete sie eine Auskunftsstelle für studierende Frauen.
Gebser schrieb Artikel für verschiedene Zeitungen, zum Beispiel für die Neue Hamburger Zeitung über den 1896 in Berlin stattfindenden internationalen Frauenkongress. In Berlin war sie Herausgeberin der „Frauenkorrespondenz“, worüber sogar in dänischen Zeitungen berichtet wurde.
Im September 1905 schrieb das Berliner Tageblatt, dass sich Gebsers Plan der Herausgabe einer Frauentageszeitung noch nicht verwirklicht habe. Im Berliner Handelsregister vom 10. Mai 1916 wurde der Eintrag „Frauen-Tageszeitung Dr. phil. Anna Gebser, Wilhelmstr. 37/38. Inh. ist Frl. Anna Gebser.“ verzeichnet.

### Letzte Lebensjahre und Tod
Über die letzten Lebensjahre von Anna Gebser sowie ihre Todesursache ist nicht viel bekannt. Sie starb laut Eintrag im Sterberegister am 9. Februar 1917 im Berliner „Hospiz des Westens“ in der Marburger Straße 4.  Ihre letzte Wohnadresse in der Lutherstraße 12 (heute Martin-Luther-Straße) hatte sie bis zuletzt nicht aufgegeben. Das Hospiz des Westens befand sich in der Nähe ihrer Wohnung und war eine renommierte Pflegeeinrichtung. Wie lange Gebser dort lebte, ist nicht bekannt.
Gebsers Wohnadressen sind aus den historischen Adressbüchern Berlins ersichtlich: Ab 1899 wohnte sie bis 1904 in Folge in der Kurfürstenstraße Nr. 148 (Tiergarten), Nr. 164 und Nr. 31/32. In den Jahren 1905/06 lebte sie in der Lützowstraße 105 (Tiergarten); 1906/08 in der Jägerstraße 27 IV (Am Gendarmenmarkt); 1907 in der Köthener Straße 32 I (Kreuzberg); 1908/1909 in der Culmstraße 3 (Schöneberg); 1910 in der Potsdamer Straße 40 (Tiergarten); 1911 in der Potsdamer Str. 111; 1912 in der Königgrätzer Straße 42 I. (heute Ebertstraße); 1913 in der Friedrichstraße 239 (Mitte); 1917 in der Lutherstraße 12 in Schöneberg im Pensionat von Marie Dollen.

## Veröffentlichungen (Auswahl)
- Die verbesserte Frauenkleidung. In: Die Frau. Juni 1897, S. 559–562
- Bilder vom Kampfplatze der verbesserten Frauenkleidung. In: Frauenleben: Blätter zur Vertretung der Frauen-Interessen, 9. Jg., Nr. 5, 1897
- Die natürliche weibliche Gestalt und die Confectionsfigur. In: Frauenleben: Blätter zur Vertretung der Frauen-Interessen, 9. Jg., Nr. 10 und Nr. 11, 1898
- Sittlichkeits-Congreß in London vom 15. bis 16. Juli. In: Frauenleben: Blätter zur Vertretung der Frauen-Interessen, 10. Jg., Nr. 5, 1898
- Bericht über die Ausstellung zur neuen Frauentracht. Ort: Kunstgewerbehaus Berlin 1902. In: Dekorative Kunst, 4/1902, S. 76–79
- Die Ausstellung der neuen Frauentracht in Berlin. In: Illustrierte Zeitung, 9/1902, S. 550 f.
- Mitt. d. VfVdF, 10/1897, S. 90 [VfVdF: Mitteilungen des Vereins für Verbesserung der Frauenkleidung]
- als Herausgeberin der Frauenkorrespondenz Berlin: Brief an Joseph Kürschner (1900, 1 St 1 Bl) Brief(e) von Kürschner, Joseph an Gebser, Anna (Herausgeberin der Frauenkorrespondenz, Berlin) (1900, 1 St 1 Bl); Signatur: GSA 55/11919 der Staatsbibliothek Berlin Kalliope | Verbundkatalog für Archiv- und archivähnliche Bestände und nationales Nachweisinstrument für Nachlässe und Autographen (kalliope-verbund.info)
- Brief an Louise Dumont vom Schauspielhaus Düsseldorf vom 22.03.1902, Signatur: DE-611-HS-1896725, kalliope-verbund.info bzw. SHD-16763 des Theatermuseums Düsseldorf
- Brief an Paul Ernst vom 18. April 1902, 2 Bl., Signatur: DE-611-HS-4636, kalliope-verbund.info bzw. A. Ernst, Deutsches Literaturarchiv Marbach, Neckar
- Brief an Paul Ernst vom 30. April 1902, 1 Bl., Signatur: DE-611-HS-4640, kalliope-verbund.info bzw. A. Ernst, Deutsches Literaturarchiv Marbach, Neckar